# Lafayette (California)
Lafayette es una ciudad situada en el Condado de Contra Costa, California, Estados Unidos. Según el censo de 2020, la ciudad tenía una población total de 25,391 Como muchas otras localidades estadounidenses, esta ciudad fue nombrada por el Marqués de La Fayette, el héroe militar francés de la Guerra de Independencia de los Estados Unidos.

## Historia
Antes de la colonización de la región por España, Lafayette y sus vecindades fueron habitadas por la tribu Saclan de los indígenas miwok. Los ohlone también poblaron unas áreas a lo largo del Arroyo de Lafayette. El primer contacto entre los habitantes indígenas y los europeos fue en el siglo XVIII con la fundación de misiones católicas en la región. Estos encuentros iniciales se convirtieron en conflicto, con años de lucha armada, inclusive una batalla en lo que actualmente es Lafayette en 1797 entre los Saclan y los españoles, finalmente resultando con la subyugación de la población indígena.
La mayoría de lo que actualmente es Lafayette fue dado como una dotación de tierras, Rancho Acalanes (el nombre parece venir del nombre de un pueblo indígena de la región, Ahala-n), a Candelario Valencia en 1834, por el gobierno mexicano que gobernaba la región.
La colonización estadounidense empezó con la llegada de Elam Brown, quien compró Rancho Acalanes en 1848. Creciendo, debido al influjo de colonos estadounidenses, en 1857 la comunidad de Acalanus adquirió su propio oficina de correos y se renombró La Fayette. (cambiado al ortografía actual de Lafayette en 1932). En los años 1860, Lafayette brevemente fue el sitio de una estación para el Pony Express.
Durante los años 1900, Lafayette se transformó de un pueblo agrícola en una ciudad dormitorio, y fue incorporada en 1968.

## Geografía

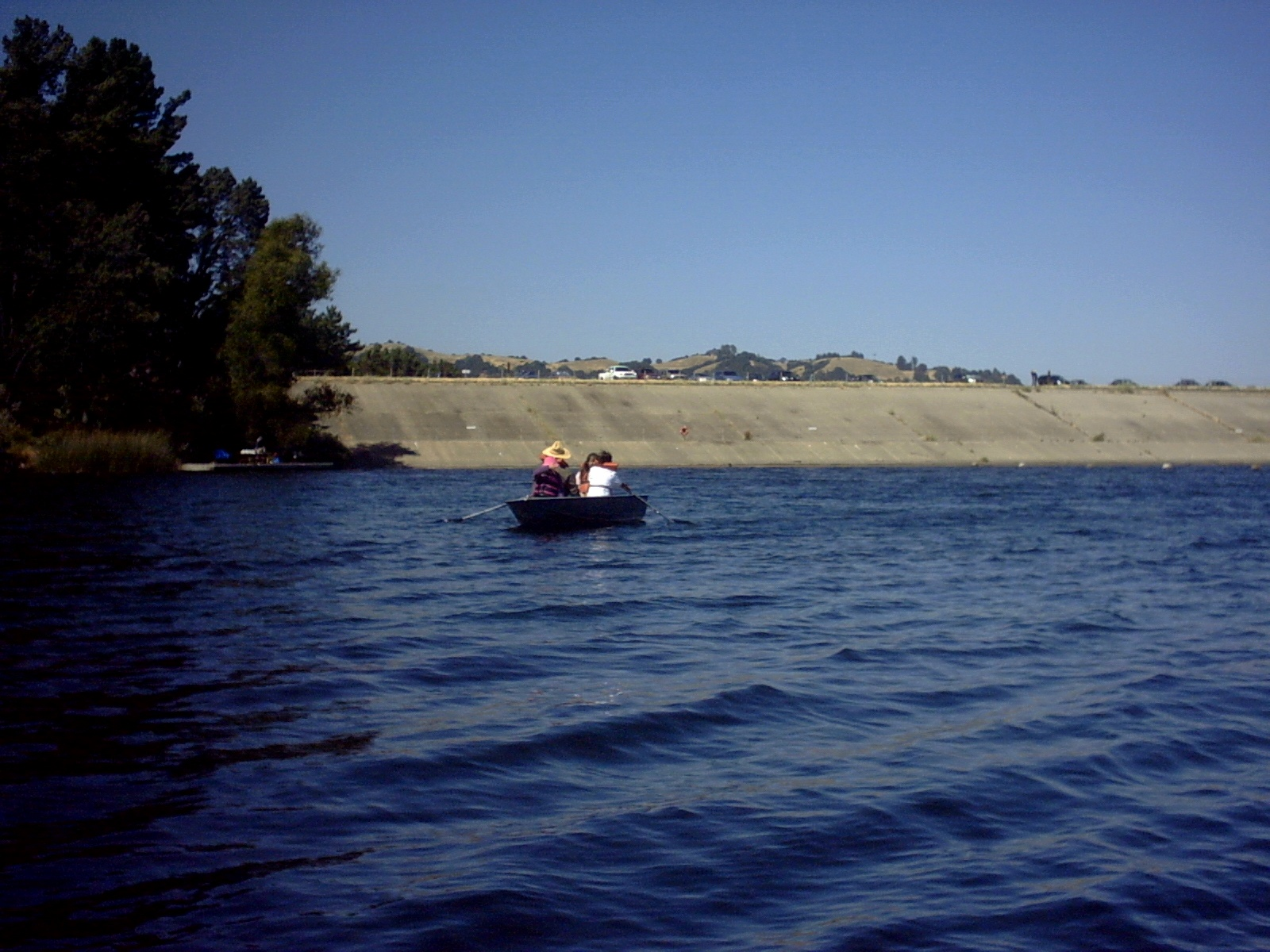
Embalse de Lafayette

Lafayette se sitúa a 37°53'28" Norte, 122°06'42" Oeste.
De acuerdo con la oficina de censo de Estados Unidos, la ciudad tiene un área total de 39,9 km². De ellos, 39,4 km² son tierra y 0,5 km² agua.
Lafayette forma parte del Área de la Bahía de San Francisco y tiene su propia estación de BART. Lafayette está ubicada entre Walnut Creek, Moraga, and Orinda, y, junto con Moraga y Orinda, se considera localmente como "Lamorinda" (Lafayette, Moraga, Orinda).

## Demografía
Según el censo de 2000, hay 23.908 personas, 9.152 hogares y  6.754 familias residiendo en la ciudad. La densidad de población es de 607,3 hab/km². La composición racial de los habitantes de la ciudad es: 86,81% blancos, 0,55% negro o afroamericano, 0,22% americano nativo, 8,23% asiático, 0,09% del pacífico, 0,81% de otras razas y 3,30% de dos o más razas. El 3,95% de la población es hispano o latino de cualquier raza.
Hay 9.152 hogares de los cuales el 36,3% tienen niños menores de 18 años. El 64,9% son parejas casadas, el 6,5% tienen una mujer sin marido presente, y el 26,4% no son familias. En el 20,1% de los hogares viven personas solas y el 7,1% tienen a algún mayor de 65 años viviendo solo.
La población de la ciudad por edad es de: 25,9% menores de 18, 4,4% de 18 a 24, 24,9% de 25 a 44, 30,4% de 45 a 64 y 14,4% mayores de 65. La edad media es de 42 años. De cada 100 mujeres hay 95,4 hombres. De cada 100 mujeres mayores de 18 hay 91,5  hombres.
Los ingresos medios en cada vivienda de la ciudad son de 102.107 dólares y los ingresos medios por familia de 120.364. Los hombres tienen unos ingresos medios de 90.067 frente a los 51.855 de las mujeres. Los ingresos per cápita de la ciudad son de 54.319. El 2,9% de la población y el 2,1% de las familias están por debajo del umbral de pobreza. El 2,5% de los menores de 18 y el 5,1% de los mayores de 65 están por debajo del umbral de pobreza.

## Educación
La Biblioteca del Condado de Contra Costa gestiona la Lafayette Library.

## Personas destacadas

### Pasados
- Frank De Vol.  Compositor y arreglista.
- Henry John Kaiser.  Empresario.
- Eddie Money.  Cantante, guitarrista, saxofonista y compositor de rock.
- Joe Montana.  Quarterback para los San Francisco 49ers y los Kansas City Chiefs.
- Glenn T. Seaborg.  Físico atómico y nuclear que obtuvo el Premio Nobel de Química en 1951 por sus «descubrimientos en la química de los elementos transuránicos».
- Alexander Shulgin.  Farmacéutico, químico y promotor de drogas psicoactivas.

### Actuales
- Natalie Coughlin.  Nadadora ganadora de cinco medallas, dos de ellas de oro, en los Juegos Olímpicos de Atenas 2004.
- Wayne Ferreira.  Exjugador profesional de tenis sudafricano.
- Will Forte.  Cómico, actor y escritor.
- Brad Gillis.  Guitarrista de heavy metal, conocido por tocar en la banda Night Ranger.
- Buster Posey.  Receptor de béisbol profesional que juega para los San Francisco Giants de las Grandes Ligas.

## Enlaces
- Página web oficial de Lafayette (en inglés)

- Datos: Q284803
- Multimedia: Lafayette, California / Q284803